# Підгірне (Мелітопольський район)
Підгі́рне —  село в Україні, в Мелітопольському районі Запорізької області. Входить до складу Плодородненської сільської громади. Населення становить 86 осіб.

## Географія
Село Підгірне знаходиться на відстані 2,5 км від сіл Солодке та Молодіжне.

## Історія
- 1922 - дата заснування.
- До 2017 року орган місцевого самоврядування - Мар'янівська сільська рада.